# Ratko Šoć
Ratko Šoć (Cetinje, 20. avgust 1938) je srpski i crnogorski crtač, akademski slikar, ilustrator karikaturista, aforističar, scenograf, grafički dizajner i nekad likovni pedagog.

## Biografija
Godine 1959. završio je srednju umetničku školu u Herceg Novom, a 1975. diplomirao na Višoj pedagoškoj školi u Novom Sadu. U periodu 1976—1977. bio je stipendista italijanske vlade na Akademiji lepih umetnosti u Rimu. Godine 1980. je diplomirao na Akademiji likovnih umetnosti u Novom Sadu.
Svoje prvo izdanje aforizama Mnogo nas je na kugli pređimo na kocku objavio je 1996. godine. Izlagao je preko 50 puta samostalno u zemlji i inostranstvu.
Dobitnik je nekoliko nagrada. Napisao je 1975. godine tekst pesme Osam Tamburaša s' Petrovaradina. Trenutno živi i radi u Vrbasu.

## Samostalne izložbe
- 1962. Vrbas, Sala Radničkog univerziteta, Prva samostalna izložba slika i grafika Ratka Šoća, 25. maj — 2. jun
- 1965. Vrbas, Galerija Radničkog univerziteta, II samostalna izložba slika i grafika Ratka Šoća, 28. maj — 2. jun
- 1965. Gospođinci, Narodna biblioteka, III samostalna izložba slika i grafika Ratka Šoća, jul
- 1965. Lovćenac, Sala Narodnog univerziteta, IV samostalna izložba slika i grafika Ratka Šoća, novembar
- 1965. Mali Iđoš, Nepegyetem termeben, V samostalna izložba slika i grafika Ratka Šoća, decembar
- 1966. Vrbas, Galerija Radničkog univerziteta, Izložba dvojice - Miodrag Kusovac, Ratko Šoć, 1 — 10. maj
- 1967. Bečej, Galerija slika, samostalna izložba slika i grafika Ratka Šoća, 25.septembar - 5. oktobar
- 1967. Novi Sad, Klub prosvetnih radnika, ŠOĆ, 29.novembar - 8. decembar
- 1967. Vrbas, Prostorije doma omladine, samostalna izložba slika i grafika Ratka Šoća, 26. decembar  — 14. januar
- 1968. Kula, Umetnička galerija KPC, Izložba slika Ratka Šoća, 15. maj — 25. maj
- 1968. Novi Sad, Galerija Udruženja Likovnih umetnika primenjenih umetnosti, Izložba Ratka Šoća, 28. septembar — 11. oktobar
- 1970. Vrbas, Likovni salon Doma kulture, Ratko Šoć - crteži, Veljko Milevin Zečević - Crteži, 10. oktobar
- 1970. Beograd, Klub Design, Izložba slika - Veljko Milevin Zečević i Ratko Šoć, 26. oktobar
- 1971. Vrbas, Likovni salon Doma kulture, Ratko Šoć, Treća zajednička izložba slika Veljka Zečevića i crteža Ratka Šoća, 18 — 28 septembra
- 1972. Čortanovci, Umetnička kolonija "Plavi Dunav", Ratko Šoć, izložba slika i crteža "Brodolom", 9. decembar
- 1973. Novi Sad, Galerija doma JNA, Ratko Šoć, slike "Brodolom", 2 — 15. april
- 1973. Vrbas, Likovni salon Doma kulture, Ratko Šoć slike "Brodolom", april
- 1974. Ruski Krstur, Dom kulture, Izložba slika Ratka Šoča, 26. april — 5. maj
- 1974. Novi Sad, Galerija Kulturnog centra omladine i studenata, Ratko Šoć, crteži, 26. oktobar — 7. novembar
- 1975. Novi Sad, Galerija Doma JNA, Ratko Šoć, od 15. novembra
- 1977. Palermo, Villa Pantelleria, Ratko Šoć - Šutan, 21 — 28. januara
- 1977. Rim, Galleria dei 10, Ratko Šoć - Šutan, 8 — 14. februara
- 1977. Novi Sad, Mali likovni salon, Ratko Šoć, Izložba slika "Rimski motiv" 14 — 22.juna
- 1977. Novi Sad, Salon UPIDIV, Ratko Šoć, Crteži, 30. septembar — 10. oktobar
- 1981. Novi Sad, Salon UPIDIV, Ratko Šoć, Crteži na temu "Gorski vijenac", 19 — 30. oktobra
- 1983. Vrbas, Likovna galerija Doma kulture, (retrospektiva), septembar
- 1984. Kotor, Galerija centra za kulturu (ulja, crteži, grafike), maj
- 1985. Novi Sad, Salon UPIDIV, Ratko Šoć, Crteži i grafike, 12 — 22. mart
- 1994. Beograd, Galerija Kolarac, slike i crteži, 24. jun —6. jul
- 1995. Novi Sad, Galerija Vojvođanske banke, slike 6 — 31. marta
- 1995. Kotor, Udruženje likovnih i primenjenih umjetnika - Galerija Stari grad, slike i crteži, jul
- 1995. Cetinje, Galerija "Plavi Dvorac", 15. avgust — 6. novembar
- 1995. Podgorica, Galerija "Most", septembar
- 1995. Nikšić, Galerija Bolnice, slike; Dom armije, crteži, od 26. oktobar — 9. novembar
- 1996. Novi Sad, Gradska galerija, crteži, 10 — 19. septembar
- 1996. Bečej, Galerija"Krug", Ratko Šoć - crteži, Velibor Bugarin - slike, 16 — 30. oktobar
- 1996, Novi Sad, Galerija"Cesla", slike, oktobar
- 2001. Bečići, Galerija "Mediteran", slike, maj
- 2002. Novi Sad, Muzej Vojvodine, Ratko Šoć, slike - Vladimir Jokanović, skulpture, jun
- 2004. Sombor, Galerija Kulturnog centra"Laza Kostić", slike i crteži, april
- 2004. Vrbas, Galerija Kulturnog centra, slike, jun
- 2006. Novi Bečej, Galerija Kulturnog centra, slike, jul
- 2006. Novi Sad, Galerija "Podrum", slike, 10 — 31. oktobar
- 2007. Bačka Topola, "Art Gallery", slike, januar
- 2007. Bečej, Galerija Kulturnog centra, slike, 4 — 18. april
- 2007. Kikinda, Narodni muzej, slike, mart
- 2007. Kotor, Pomorski muzej Crne Gore i Galerija "Ticijan", slike, mart
- 2007. Ruma, Zavičajni muzej, slike, maj
- 2007. Sremska Mitrovica, Galerija "Lazar Vozarević", slike, jul

## Grupne izložbe
- 1964. Novi Sad, Galerija Matice srpske, Izložba likovnih pedagoga Vojvodine
- 1966. Pariz, Savremena Jugoslovenska karikatura
- 1966. Marselj, Savremena Jugoslovenska karikatura
- 1967. Piran, Prvi Jugoslovenski festival smeha
- 1967. Beograd, Galerija Grafički kolektiv, Prvi jugoslovenski konkurs za nagradu "PJER", decembar
- 1967. Niš, Prvi jugoslovenski konkurs za nagradu "PJER"
- 1968. Montreal, Paviljon humora, Internacionalni salon karikature
- 1968. Cetinje, Plavi dvorac, Izložba likovnog salona"13.novembar", novembar
- 1969. Montreal, Paviljon humora, Internacionalni salon karikature
- 1970. Novi Sad, Galerija Matice srpske, Izložba likovnih pedagoga Vojvodine, 15 — 30. decembar
- 1970. Beograd, Galerija Grafički kolektiv, Četvrti jugoslovenski konkurs za nagradu "PJER", decembar
- 1971. Beograd, Galerija Grafički kolektiv, Peti jugoslovenski konkurs za nagradu "PJER", decembar
- 1972. Vrbas, Likovni salon Doma kulture, Jesenja izložba Likovnog salona, 20. oktobar — 10. novembar
- 1973. Vrbas, Likovni salon Doma kulture, Majski salon, 19. maj — 3. jun
- 1973. Beograd, Muzej primenjene umetnosti, Zlatno pero Beograda, decembar
- 1973. Montreal, Paviljon humora, Internacionalni salon karikature
- 1974. Novi Sad, Osnovna škola"Đorđe Natošević", FORMA 5, 21. oktobar — 10. novembar
- 1974. Cetinje, Plavi dvorac, Izložba likovnog salona" 13.novembar", novembar
- 1974. Beograd, Muzej primenjene umetnosti, Zlatno pero Beograda, decembar
- 1974. Vrbas, Galerija Doma kulture, Izložba Udruženja likovnih umetnika iz Vrbasa, 10 — 20. jun
- 1974. Vrbas, Likovni salon Doma kulture, Jesenja izložba Likovnog salona, 19. oktobar — 10. novembar
- 1975. Montreal, Paviljon humora, Internacionalni salon karikature
- 1975. Beograd, Muzej primenjene umetnosti, Zlatno pero Beograda, decembar
- 1976. Montreal, Paviljon humora, Internacionalni salon karikature
- 1976. Vrbas, Likovni salon Doma kulture, Jesenja izložba Likovnog salona, oktobar-novembar
- 1976. Beograd, Muzej primenjene umetnosti, Zlatno pero Beograda, decembar
- 1977. Požarevac, Zlatno pero Beograda, januar
- 1977. Beograd, Umetnički paviljon "Cvijeta Zuzorić", Majski salon, maj
- 1977. Firenca, Basilica S. Lorenzo, 2e biennale darte conteporanea "Botticelli", decembar 1976 — mart 1977
- 1978. Vrbas, Galerija Doma kulture, Izložba Udruženja likovnih umetnika iz Vrbasa, 27. novembar - 15. decembar
- 1980. Vrbas, Likovni salon Doma kulture, Jesenja izložba Likovnog salona, oktobar-novembar
- 1980. Beograd, Muzej primenjene umetnosti, Zlatno pero Beograda, decembar
- 1981. Beograd, Umetnički paviljon "Cvijeta Zuzorić", 13. Majska izložba, maj
- 1981. Vrbas, Likovni salon Doma kulture, Jesenja izložba Likovnog salona, oktobar-novembar
- 1981. Novi Sad, Gradski sportski centar "Vojvodina" FORMA 8, 16 — 26. novembar
- 1982. Nikšić, Umjetnička galerija, III nikšićki susret, 29. januar  — 8. februar
- 1982. Vrbas, Galerija Doma kulture, Jesenja izložba Likovnog salona, oktobar — novembar
- 1996. Novi Sad, Srpsko Narodno pozorište, Izložba UPIDIV
- 1998. Vrbas, Galerija Doma kulture, Jesenja izložba Likovnog salona, oktobar — novembar
- 1999. Vrbas, Galerija Doma kulture, Pehan, Vuleković, Dedeić. Šoć, slike
- 1999. Beograd, Galerija Vojske, Pehan, Vuleković, Dedeić. Šoć, slike
- 2004. Vrbas, Galerija Gimnazije"Žarko Zrenjanin", porteti, Udruženje Vrbas
- 2006. Vrbas, Galerija kulturnog centra, Jesenji likovni salon
- 2006. Beograd, Galerija"Kuća Đure Jakšića", hercegnovska škola
- 2006. Sombor, Galerija kulturnog centra, hercegnovska škola
- 2006. Vrbas, Galerija kulturnog centra, hercegnovska škola
- 2007. Beograd,  Galerija "Progres", Zlatno pero Beograda
- 2008. Subotica, Zlatno pero Beograda, Galerija Narodni univerzitet
- 2008. Beograd, Galerija Ruski dom, slike Vrbas - Beograd, januar

## Nagrade
- 1958. Nagrada na konkursu za crtež naslovne strane lista "Pobjeda" Titograd
- 1964. Javno priznanje "dan oslobođenja Vrbasa"
- 1968. Nagrade Likovnog salona, "13. novembar", Cetinje
- 1969. Specijalno priznanje Stručnog žirija na V jugoslovenskom festivalu karikature, Budva
- 1972. Nagrada Likovnog salona, Vrbas
- 1973. Druga nagrada za idejno rešenje amblema grada Cetinja
- 1974. Otkupna nagrada Likovnog salona, Vrbas
- 1974. Otkupna nagrada za "Plaketu oslobođenja", Vrbas
- 1981. Prva nagrada Likovnog salona, Vrbas
- 2003. Nagrada "ЗолотаЯ кист", Moskva
- 2003. Nagrada likovne kolonije "Kraljevska prepelica", Doroslovo

## Galerija slika
- Bik, Ulje na platnu 2008. godina 70x50cm
- Šarm, ulje na platnu 2000. godina 40x60cm
- Skok, ulje na platnu 1995. godina 70x80cm
- Sećanje, ulje na platnu 2001 godina 80x60cm
- Mislilac, ulje na platnu 1998.godina 100x100cm
- Vojvodina, ulje na platnu 2008.godina Triptih1a 70x130cm
- Vojvodina, ulje na platnu 2008.godina Triptih2a 70x130cm
- Vojvodina, ulje na platnu 2008.godina Triptih3a 70x130cm
- Crtež Tuš i pero 20x30cm
- Crtež2 Tuš i pero 20x30cm
- Crtež3 Tuš i pero 20x30cm
- Milosrdni anđeo Ulje na platnu 1999. godina 100x80cm
- Osam tamburaša 2008. godina Ulje na platnu Triptih a1 100x240cm
- Osam tamburaša 2008. godina Ulje na platnu Triptih a2 100x240cm
- Osam tamburaša 2008. godina Ulje na platnu Triptih a3 100x240cm
- Prometej Ulje na platnu 1999.godina 100x70cm
- Zabrinuta Ulje na platnu 1996. godina 60x40cm

## Spoljašnje veze
- Biografija Ratka Šoća na sajtu arte.rs
- Kamen u ravnici, emisija o Ratku Šoću